# 塩谷広域行政組合
塩谷広域行政組合（しおやこういきぎょうせいくみあい）は、栃木県矢板市、さくら市、塩谷郡塩谷町及び高根沢町の2市2町が設立している一部事務組合。

## 概要

### 事務所
- 矢板市安沢3622-1

### 主な事務内容
- 塩谷地区広域市町村圏計画の策定及び事業の実施についての連絡調整に関する事務
- 常備消防に関する事務
- 火葬場の設置及び運営に関する事務（しおや聖苑）
- ごみ処理施設及びし尿処理施設の設置並びに運営に関する事務（エコパークしおや）
- ふるさと市町村圏計画の策定及び事業の実施に関する事務

### 組織
- 組合議会
  - 議員定数：18人（矢板市：5人、さくら市：5人、塩谷町：4人、高根沢町：4人）
- 執行機関
  - 管理者：1人（関係市町長の互選）
  - 副管理者：3人（管理者以外の市町長）
  - 会計管理者：1人（管理者が関係市町の会計管理者のうちから任命）
  - 監査委員：2人

## 常備消防事務

### 概要
- 消防本部：矢板市富田94-1
- 管内面積：543.01km2
- 職員定数：154人
- 消防署5カ所
- 主力機械（2020年4月1日現在）
  - 普通消防ポンプ自動車：6
  - 水槽付消防ポンプ自動車：2
  - 化学消防自動車：2
  - 救急自動車：8
  - 救助工作車：2
  - 指揮車：1
  - 広報車：5
  - 資機材搬送車：1
  - 査察車：1
  - 連絡車：4
  - 支援車：1
  - 訓練指導車：1

### 沿革
出典：
- 1965年1月1日　矢板市が矢板市消防本部を設置する。
- 1971年4月1日　矢板市、塩谷郡塩谷町、氏家町、高根沢町及び喜連川町の1市4町が、塩谷郡市消防組合を設立し、矢板市消防本部が塩谷郡市消防組合消防本部に移行する。
- 1979年4月1日　塩谷郡市消防組合と塩谷地区広域行政事務組合が統合し、塩谷広域行政組合が発足する。塩谷広域行政組合消防本部に改称する。
- 2005年3月28日　氏家町と喜連川町が新設合併し、さくら市が発足する。組合構成市町が2市2町となる。

### 組織
- 本部 - 消防課、予防課、警防課、通信指令課
- 消防署

### 消防署

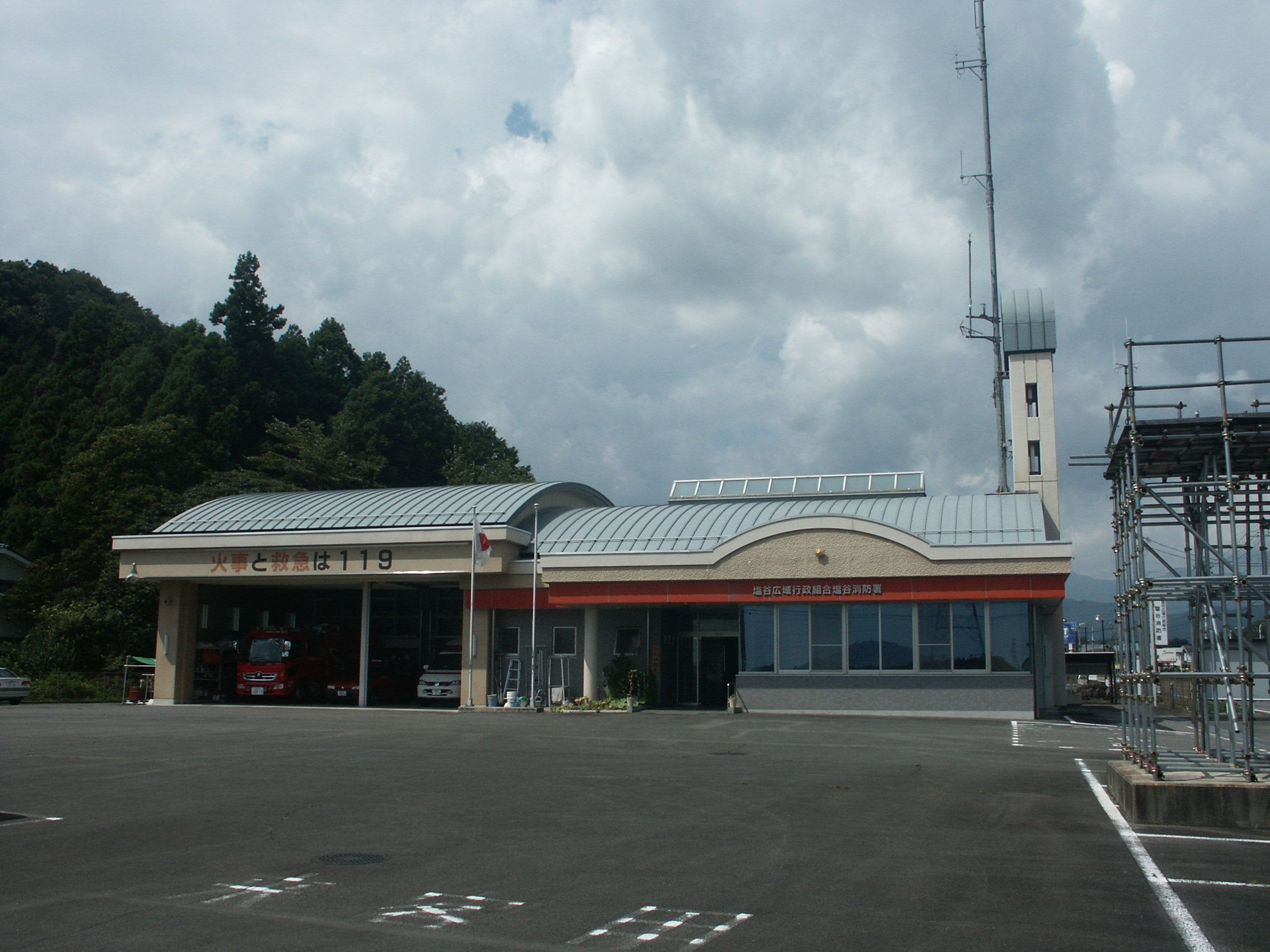
塩谷消防署

出典：
| 消防署       | 住所                  | 出張所 |
| ------------ | --------------------- | ------ |
| 矢板消防署   | 矢板市富田94-1        | なし   |
| 氏家消防署   | さくら市櫻野908       | なし   |
| 喜連川消防署 | さくら市喜連川794-2   | なし   |
| 塩谷消防署   | 塩谷町大字道下1015-1  | なし   |
| 高根沢消防署 | 高根沢町大字石末898-3 | なし   |